# Kwiatownik wspaniały
Kwiatownik wspaniały (Aethopyga duyvenbodei) – gatunek niewielkiego ptaka z rodziny nektarników (Nectariniidae). Jest endemitem jednej z Wysp Sangihe w Indonezji. Zagrożony wyginięciem.

## Taksonomia
Gatunek ten zgodnie z zasadami nazewnictwa binominalnego opisał Hermann Schlegel pod nazwą Nectarinia duyvenbodei. Opis ukazał się w 1871 roku w Nederlandsch Tijdschrift voor De Dierkunde. Obecnie gatunek umieszczany jest w rodzaju Aethopyga. Nie wyróżnia się podgatunków.

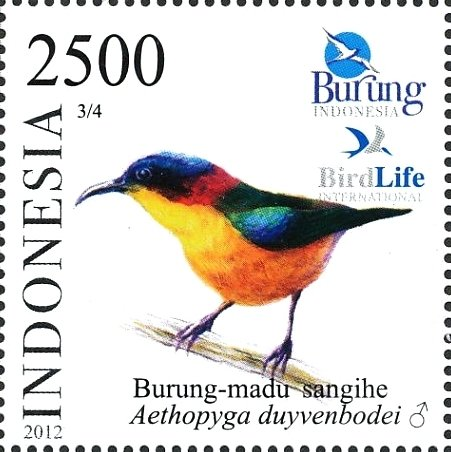
Indonezyjski znaczek z 2012 roku

## Morfologia
Długość ciała 12 cm. Samce mają bordowe upierzenie boków głowy i kołnierza, opalizujące, metaliczne niebiesko-zielone czoło i ciemię, niebieskie ramiona, zielony grzbiet i żółty kuper. Wierzchnia strona upierzenia samic jest całkowicie oliwkowa. Spód jest jednolicie jasnożółty u obu płci. Młode przypominają samicę, ale mają blade nogi.

## Zasięg występowania
Występuje w Indonezji na wyspie Sangir Besar wchodzącej w skład Wysp Sangihe położonych na północny wschód od Celebesu. Dawniej występował też na sąsiedniej wyspie Siau.

## Ekologia i zachowanie
Zamieszkuje lasy pierwotne i wtórne, obrzeża lasów oraz pobliskie zarośla i plantacje na nizinach i stokach niższych wzgórz. Spotykany w przedziale wysokości od 75 do 900–1000 m n.p.m.
W skład jego diety wchodzą nektar i owady. Żeruje pojedynczo lub w parach, niekiedy w małych grupach, przyłącza się też do stad z innymi gatunkami ptaków.
Brak szczegółowych informacji o rozrodzie. Ptaki z powiększonymi gonadami obserwowano w maju, niedawno opuszczone gniazdo odnotowano w sierpniu, osobniki młodociane w sierpniu–wrześniu, śpiewy i zachowania godowe od listopada do grudnia; dane te sugerują, że występują dwa sezony lęgowe.

## Status
IUCN uznaje kwiatownika wspaniałego za gatunek zagrożony (EN, Endangered). Populacja ograniczona jest do jednej wyspy, bardzo rozdrobniona i malejąca z powodu kurczenia się obszarów występowania ze względu na działalność człowieka. W 2002 roku liczbę dorosłych osobników szacowano na 13 000 – 29 000.